# Filchneria shobhaae
Filchneria shobhaae är en bäcksländeart som först beskrevs av Singh och Soumyendra Nath Ghosh 1969.  Filchneria shobhaae ingår i släktet Filchneria och familjen rovbäcksländor. Inga underarter finns listade i Catalogue of Life.